# Alberto Martin-Franklin
Alberto Martin-Franklin (Napoli, 24 aprile 1876 – Roma, 3 aprile 1943) è stato un diplomatico e politico italiano È stato Ambasciatore d'Italia in Cile, in Argentina ed in Polonia. Nel 1933 fu nominato senatore del regno d'Italia.

## Biografia
La famiglia Martin-Franklin è originaria della Savoia: essi avevano optato per la cittadinanza italiana al momento della cessione di quella regione alla Francia, pur conservando le loro proprietà a Chambéry . Ernesto Martin-Franklin, padre di Alberto, aveva percorso una brillante carriera nella Regia Marina  fino a raggiungere il grado di vice-ammiraglio e di aiutante da campo del re Umberto I . 
Nato a Napoli, Alberto si addottorò in diritto all'Università di Roma il 15 luglio 1898. Il 14 febbraio 1900 entrò in diplomazia ricoprendo specie in periodi difficili, cariche importanti a Parigi, ove nel 1903 fu segretario della Conferenza Sanitaria Internazionale. Passò a Londra nel 1904 come Segretario di legazione rimanendovi fino al 1907. Successivamente presta servizio nelle sedi di Berlino e Budapest.
Fu Ambasciatore a Santiago del Cile, a Buenos Aires (1926-1929) e a Varsavia (1929-1931).
Viene collocato a riposo nel 1932  e nel 1933 è nominato senatore.
Il Re Vittorio Emanuele III in riconoscimento di eminenti servigi concedeva, con suo decreto Reale del 15 aprile e RR.PP.LL. del 25 giugno 1926, il titolo ereditario di conte per primogenitura a S.E. Alberto di Ernesto. Con altro Decreto reale del 15 aprile e RR.LL.PP. Sua Maestà rinnovava a favore dei maschi e femmine discendenti da Ernesto il titolo di nobile .